# モスクワ・レースウェイ
モスクワ・レースウェイ（Moscow Raceway）はロシア・モスクワ州のヴォロコラムスクにあるFIM B認定・FIA 1T認定サーキットである。全長は3.955km。